# Cormocephalus milloti
Cormocephalus milloti är en mångfotingart som beskrevs av Lawrence R.F. 1960. Cormocephalus milloti ingår i släktet Cormocephalus och familjen Scolopendridae.
Artens utbredningsområde är Madagaskar. Inga underarter finns listade i Catalogue of Life.